# Lotta greco-romana ai Giochi della XVIII Olimpiade - Pesi piuma
La competizione della categoria pesi piuma (fino a 63 kg) di lotta greco-romana dei Giochi della XVIII Olimpiade si è svolta dal 16 al 19 ottobre 1964 alla Arena Nippon Budokan a Tokyo.

## Formato
Ad ogni incontro venivano assegnate le seguenti penalità:
- 0 = Al vincitore per schienata
- 1 = Al vincitore ai punti
- 2 = In caso di pareggio
- 3 = Allo sconfitto ai punti
- 4 = Allo sconfitto per schienata

Con sei penalità o più il lottatore veniva eliminato.

## Risultati
| Legenda                                  | Legenda |
| ---------------------------------------- | ------- |
| Lottatore con 6 penalità o più Eliminato |         |

### 1º Turno
Si è disputato il 16 ottobre
| Vincitore            | Pen. | Risultato  | Sconfitto              | Pen. |
| -------------------- | ---- | ---------- | ---------------------- | ---- |
| Rasoul Mir Malek     | 1    | Ai Punti   | Moustafa Hamil Mansour | 3    |
| Erik Olsson          | 1    | Ai Punti   | Marin Bolocan          | 3    |
| Branko Martinović    | 0    | Schienata  | Nour Aka Sayed         | 4    |
| Lothar Schneider     | 2    | = Parità = | Dinko Petrov           | 2    |
| Kyösti Lehtonen      | 0    | Schienata  | Rubén Leibovich        | 4    |
| Müzahir Sille        | 2    | = Parità = | Svend Skrydstrup       | 2    |
| Roman Rurua          | 1    | Ai Punti   | Kazimierz Macioch      | 3    |
| Jef Mewis            | 0    | Schienata  | Bandu Patil            | 4    |
| Hans Marte           | 0    | Schienata  | Antonio Senosa         | 4    |
| Koji Sakurama        | 1    | Ai Punti   | Mario Tovar            | 3    |
| Petros Galaktopoulos | 1    | Ai Punti   | Kim Bong-Jo            | 3    |
| Imre Polyák          | 1    | Ai Punti   | Ronald Finley          | 3    |
| Matti Jutila         | 2    | = Parità = | Don Cacas              | 2    |
| Georges Ballery      | 0    | Esentato   |                        |      |

### 2º Turno
Si è disputato il 17 ottobre
| Vincitore              | Pen. | Risultato  | Sconfitto            | Pen. |
| ---------------------- | ---- | ---------- | -------------------- | ---- |
| Moustafa Hamil Mansour | 4    | Ai Punti   | Georges Ballery      | 3    |
| Kazimierz Macioch      | 3    | Abbandono  | Bandu Patil          | 8    |
| Koji Sakurama          | 1    | Schienata  | Antonio Senosa       | 8    |
| Erik Olsson            | 3    | = Parità = | Rasoul Mir Malek     | 3    |
| Marin Bolocan          | 3    | Schienata  | Nour Aka Sayed       | 8    |
| Jef Mewis              | 0    | Abbandono  | Mario Tovar          | 7    |
| Hans Marte             | 1    | Ai Punti   | Petros Galaktopoulos | 4    |
| Imre Polyák            | 1    | Schienata  | Kim Bong-Jo          | 7    |
| Branko Martinović      | 2    | = Parità = | Lothar Schneider     | 4    |
| Ronald Finley          | 3    | Abbandono  | Matti Jutila         | 6    |
| Kyösti Lehtonen        | 2    | = Parità = | Dinko Petrov         | 4    |
| Roman Rurua            | 1    | Schienata  | Müzahir Sille        | 6    |
| Svend Skrydstrup       | 2    | Squalifica | Rubén Leibovich      | 8    |
| Don Cacas              | 2    | Esentato   |                      |      |

### 3º Turno
Si è disputato il 18 ottobre
| Vincitore              | Pen. | Risultato  | Sconfitto            | Pen. |
| ---------------------- | ---- | ---------- | -------------------- | ---- |
| Georges Ballery        | 4    | Ai Punti   | Don Cacas            | 5    |
| Moustafa Hamil Mansour | 5    | Ai Punti   | Erik Olsson          | 6    |
| Marin Bolocan          | 5    | = Parità = | Rasoul Mir Malek     | 5    |
| Branko Martinović      | 2    | Abbandono  | Dinko Petrov         | 8    |
| Kyösti Lehtonen        | 3    | Ai Punti   | Lothar Schneider     | 7    |
| Roman Rurua            | 2    | Ai Punti   | Svend Skrydstrup     | 5    |
| Kazimierz Macioch      | 4    | Ai Punti   | Jef Mewis            | 3    |
| Koji Sakurama          | 2    | Ai Punti   | Hans Marte           | 4    |
| Imre Polyák            | 1    | Schienata  | Petros Galaktopoulos | 8    |
| Ronald Finley          | 3    | Esentato   |                      |      |

### 4º Turno
Si è disputato il 19 ottobre
| Vincitore              | Pen. | Risultato | Sconfitto         | Pen. |
| ---------------------- | ---- | --------- | ----------------- | ---- |
| Ronald Finley          | 3    | Schienata | Don Cacas         | 9    |
| Rasoul Mir Malek       | 6    | Ai Punti  | Georges Ballery   | 7    |
| Moustafa Hamil Mansour | 6    | Ai Punti  | Marin Bolocan     | 8    |
| Branko Martinović      | 3    | Ai Punti  | Svend Skrydstrup  | 8    |
| Roman Rurua            | 3    | Ai Punti  | Jef Mewis         | 6    |
| Imre Polyák            | 1    | Abbandono | Hans Marte        | 8    |
| Koji Sakurama          | 3    | Ai Punti  | Kazimierz Macioch | 7    |
|                        |      | Ritirato  | Kyösti Lehtonen   |      |

### 5º Turno
Si è disputato il 19 ottobre
| Vincitore         | Pen. | Risultato | Sconfitto     | Pen. |
| ----------------- | ---- | --------- | ------------- | ---- |
| Branko Martinović | 4    | Ai Punti  | Ronald Finley | 6    |
| Roman Rurua       | 4    | Ai Punti  | Koji Sakurama | 6    |
| Imre Polyák       | 1    | Esentato  |               |      |

### Turno finale
Si è disputato il 19 ottobre
| Vincitore   | Pen. | Risultato  | Sconfitto   | Pen. |
| ----------- | ---- | ---------- | ----------- | ---- |
| Imre Polyák |      | = Parità = | Roman Rurua |      |

## Classifica finale
| Pos.    | Atleta                 | Nazione          |
| ------- | ---------------------- | ---------------- |
| Oro     | Imre Polyák            | Ungheria         |
| Argento | Roman Rurua            | Unione Sovietica |
| Bronzo  | Branko Martinović      | Jugoslavia       |
| 4       | Ronald Finley          | Stati Uniti      |
| 4       | Moustafa Hamil Mansour | Rep. Araba Unita |
| 6       | Koji Sakurama          | Giappone         |
| 6       | Jef Mewis              | Belgio           |
| 6       | Rasoul Mir Malek       | Iran             |
| 9       | Georges Ballery        | Francia          |
| 9       | Kazimierz Macioch      | Polonia          |
| 11      | Hans Marte             | Austria          |
| 11      | Svend Skrydstrup       | Danimarca        |
| 11      | Marin Bolocan          | Romania          |
| 14      | Don Cacas              | Australia        |
| 15      | Kyösti Lehtonen        | Finlandia        |
| 16      | Erik Olsson            | Svezia           |
| 17      | Lothar Schneider       | Germania         |
| 18      | Dinko Petrov           | Bulgaria         |
| 18      | Petros Galaktopoulos   | Grecia           |
| 20      | Matti Jutila           | Canada           |
| 20      | Müzahir Sille          | Turchia          |
| 22      | Kim Bong-Jo            | Corea del Sud    |
| 22      | Mario Tovar            | Messico          |
| 24      | Nour Aka Sayed         | Afghanistan      |
| 24      | Rubén Leibovich        | Argentina        |
| 24      | Bandu Patil            | India            |
| 24      | Antonio Senosa         | Filippine        |